# Triphoreae
Triphoreae es una tribu de la subfamilia Epidendroideae perteneciente a la familia Orchidaceae.
Son plantas de hábitos terrestres, saprófitos o humicolas, algo rastreras, con raíces adventicias carnosas y hojas basales que pueden tener bien desarrolladas, atrofiadas o ausentes. Las flores son más o menos pequeñas, axilares o terminales, solitarias o en grupos.  Se divide en dos subtribus y cuatro géneros.
Tiene las siguientes subtribus y géneros:
Subtribu Diceratostelinae (Dressler) Szlach
- Diceratostele Summerh.

Subtribu Triphorinae (Dressler) Szlach
- Monophyllorchis Schlechter
- Psilochilus Rodrigues Barbosa
- Triphora Nuttall